# Wahlen zum Repräsentantenhaus der Vereinigten Staaten 1816
Bei den Wahlen zum Repräsentantenhaus der Vereinigten Staaten 1816 wurden in den Vereinigten Staaten ab dem 30. April 1816 an verschiedenen Wahltagen die Abgeordneten des Repräsentantenhauses gewählt. Die Wahlen waren Teil der allgemeinen Wahlen zum 15. Kongress der Vereinigten Staaten in jenem Jahr, in dem auch ein Drittel der US-Senatoren gewählt wurde. Gleichzeitig fand auch die Präsidentschaftswahl des Jahres 1816 statt, die James Monroe von der Demokratisch-Republikanischen Partei gewann.
Zum Zeitpunkt der Wahlen bestanden die Vereinigten Staaten aus 19 Bundesstaaten (Indiana war als neuer Staat hinzugekommen). Die Zahl der zu wählenden Abgeordneten betrug 185. Die Sitzverteilung im Repräsentantenhaus basierte auf der Volkszählung von 1810. Bei den Wahlen konnte die Demokratisch-Republikanische Partei deutliche Gewinne erzielen, während die Föderalistische Partei 25 Sitze verlor. Die Wahl markierte den Beginn des endgültigen Niedergangs der Föderalisten. Einer der Hauptgründe dafür war deren Haltung während des Britisch-Amerikanischen Krieges, den die Partei ablehnte. Nach dem Ende des Krieges wurde das von vielen Amerikanern als Verrat betrachtet. Hinzu kamen Bestrebungen der von den Föderalisten unterstützen Neuenglandstaaten, wegen des Krieges aus der Union auszutreten (Hartford Convention, 1814–1815). Es kam zwar nicht zum Austritt aus der Union, das Unterfangen wurde aber von vielen Wählern aus anderen Landesteilen als Hochverrat angesehen und kostete den Föderalisten Wählerstimmen.
Frauen und Sklaven waren weder wahlberechtigt noch wählbar. In vielen Bundesstaaten waren auch freie Afroamerikaner von der Wahl ausgeschlossen. Das Wahlrecht für freie Männer war außerdem an einen gewissen Grundbesitz oder an ein bestimmtes Steueraufkommen gebunden.

## Wahlergebnis
- Demokratisch-Republikanische Partei: 146 (119) Sitze
- Föderalistische Partei: 39 (64) Sitze

Gesamt: 185
In Klammern sind die Ergebnisse der letzten regulären Wahlen von 1814. Veränderungen im Verlauf der Legislaturperiode, die nicht die Wahlen an sich betreffen, sind bei diesen Zahlen nicht berücksichtigt, werden aber im Artikel über den 15. Kongress im Abschnitt über die Mitglieder des Repräsentantenhauses bei den entsprechenden Namen der Abgeordneten vermerkt. Das Gleiche gilt für Wahlen in Staaten, die erst nach dem Beginn der Legislaturperiode der Union beitraten. Daher kommt es in den Quellen gelegentlich zu unterschiedlichen Angaben, da manchmal Veränderungen während der Legislaturperiode in die Zahlen eingearbeitet wurden und manchmal nicht.